# Spheniopsis
Spheniopsis is een geslacht van tweekleppigen uit de  familie van de Spheniopsidae.

## Soorten
- Spheniopsis frankbernardi Coan, 1990
- Spheniopsis scalaris (Braun in Walchner, 1851) †
- Spheniopsis sculpturata Coan & Valentich-Scott, 2012
- Spheniopsis senegalensis Cosel, 1995
- Spheniopsis triquetra (Verrill & Bush, 1898)